# Adegoiva
Adegoiva ou Adegoyva era, em 1747, uma aldeia portuguesa da freguesia de São Vicente de Passos, Comarca e termo da vila de Guimarães, Arcebispado de Braga, Província de Entre Douro e Minho.